# О’Бои, Джо
Джо О’Бои (англ. Joe O'Boye, род. 6 марта 1960 года) — английский бывший профессиональный игрок в снукер.

## Карьера
Будучи любителем, Джо в 1980 году выиграл чемпионат Англии (в финале он победил Дэйва Мартина со счётом 13:9). Он стал профессионалом в 1985, и оставался в мэйн-туре последующие 12 сезонов (до 1997 года). Наивысший официальный рейтинг О’Бои — 35-й (конец 80-х). Лучшие результаты Джо на рейтинговых турнирах — два четвертьфинала, на Fidelity Unit Trusts International 1987 и British Open 1988. Кроме того, он, имея некоторое время и гражданство Северной Ирландии, в 1987 достиг финала профессионального чемпионата Ирландии (проигрыш в решающем матче Деннису Тейлору), а в 1988 был в составе ирландской сборной на командном Кубке мира. В 1989 году Джо О’Бои в единственный раз в карьере вышел в финальную стадию чемпионата мира, но в 1/16-й уступил Сильвиньо Франсиско, 6:10.
За свои нарушения игровой дисциплины, а также пристрастие к алкоголю, Джо О’Бои называют одним из «плохих парней» снукера. В частности, в 1990 году он был дисквалифицирован на один турнир за неспортивное поведение во время игр и оскорбления в адрес официальных представителей WPBSA.
Известен случай, что однажды (уже после завершения профессиональной карьеры О’Бои) по снукерным клубам Лондона прошли слухи о неожиданной смерти Джо, и несколько дней спустя местные любители бильярда якобы видели его привидение в клубе Уэмбли. На самом деле за «привидение» действительно приняли Джо, но живого и здравствующего.
Джо О’Бои, как многие другие игроки, пришёл в профессиональный снукер во многом благодаря Алексу Хиггинсу, чей яркий стиль игры он пытался сделать в своём исполнении.
В последнее время О’Бои продолжает играть в снукер на любительском уровне.